# Sabroso de Aguiar
Sabroso de Aguiar ist eine Gemeinde (Freguesia) im portugiesischen Kreis (Concelho) von Vila Pouca de Aguiar. In ihr leben 548 Einwohner (Stand 19. April 2021).

## Verwaltung
Sabroso de Aguiar ist Sitz einer gleichnamigen Gemeinde (Freguesia). Die Gemeinde besteht nur aus dem einen Ort.